# طمارين ذو الوشاح البني
طمارين ذو الوشاح البُنيّ (الاسم العلمي: Saguinus fuscicollis)، المعروف أيضا باسم طمارين سبكس سرجيّ الظهر أو طمارين الأنديز، هو نوع من طمارين في أمريكا الجنوبية يوجد في بوليفيا والبرازيل وبيرو.
طمارين ذو الوشاح البني هو متوطنة مع قرد سيبويلا قزمي، وتتقاسم نفس الصفات في مقاطعات أمريكا الجنوبية، وكثيرا ما يثقبون لحاء الأشجار من هذا النوع. تحتل طمارين ذو الغطاء البني مساحة واسعة في شمال الأمازون. في بعض الأحيان يرتبط بالطمارين أبيض الشفاه.
كانت هناك أنواع فرعية تُعتبر سابقًا سلالات من طمارين ذو الوشاح البُنيّ، وهي: كل من طمارين كروز ليما سرجيّ الظهر، وطمارين ليسون سرجيّ الظهر، وطمارين إيليجر سرجيّ الظهر، وطمارين ذو الوشاح الأحمر سرجيّ الظهر، وطمارين الأنديز سرجيّ الظهر، وطمارين جوفري سرجيّ الظهر وطمارين ويديل سرجيّ الظهر.
أنواعه الفرعية حسب التصنيف العلمي له في طمارين سرجيّة الظهر (Leontocebus):
- طمارين أفيلا بيريس سرجيّ الظهر (L. f. avilapiresi)
- طمارين سبكس سرجيّ الظهر (L. f. fuscicollis, Spix's)
- طمارين مورا سرجيّ الظهر (L. f. mura)
- طمارين لاكوس سرجيّ الظهر (L. f. primitivus)

## الوصف
مثل جميع أنواع طمارين، تعتبر حيوانات طمارين ذو الوشاح البُنيّ من الرئيسيات الصغيرة نسبيًا، حيث يتراوح وزنها بين 320 و 550 جرامًا. والأكتاف والأرجل الأمامية سوداء أو بنية داكنة، والجزء الخلفي من الظهر والأرجل الخلفية بنية اللون، ويمكن أن يتحول الردف إلى اللون الأحمر في النهاية الخلفية. الرأس أسود، والآذان الكبيرة خالية من الشعر، والكمامة بيضاء. مثل جميع حيوانات الطمارين، فإن أصابع اليدين والقدمين (باستثناء إصبع القدم الكبير) لها مخالب بدلاً من الأظافر.
هذه الرئيسيات هي نهارية من سكان الأشجار. يتحركون في الفروع على أربع أو يقفزون، بفضل مخالبهم هم أيضًا جيدون في تسلق جذوعهم العمودية. عادة ما تبقى في طبقات الأشجار السفلية (أقل من 10 أمتار). يعيش طمارين ذو الوشاح البُنيّ في مجموعات من 3 إلى 8 حيوانات. تتكون المجموعات عادة من عدة ذكور وأنثى والشباب المرتبطين بها. غالبًا ما يتواصلون مع أنواع طمارين أخرى، مثل الإمبراطور. يُفترض أن هذه التجمعات تخدم غرض القدرة على اكتشاف الحيوانات المفترسة بسرعة أكبر. وهم من الحيوانات النهمة، ويتغذون بشكل رئيسي على الحشرات والفواكه والرحيق.
بعد فترة حمل تتراوح من 140 إلى 150 يومًا، يولد التوائم عادةً. يُشارك جميع أعضاء المجموعة وخاصة الذكور في تربية الصغار، ويحملونها ويعطونها لأمهاتهم فقط للرضاعة. النضج الجنسي يحدث في نهاية السنة الثانية من العمر.
يعتبر الطمارين البني منتشرًا ولا يوجد تهديدات رئيسية معروفة. يسرد IUCN الأنواع على أنها «أقل قلقًا». لا يزال يتم التعرف على أربعة من أصل 14 نوعًا فرعيًا سابقًا.